# Tajmyrská zátoka
Tajmyrská zátoka (rusky Таймырский залив) je záliv v Karském moři, do kterého patří ústí řeky Dolní Tajmyry. Ústí se otevírá zhruba severozápadně od západního pobřeží Tajmyrského poloostrova do východních prostor Karského moře a rozšiřuje se od asi 4 km při začátku ústí řeky až po 20 km. Její délka, včetně širokého zálivu, je asi 50 km a šířka zhruba 40 km.
Uvnitř zálivu leží Kolčakův ostrov, který se mezi lety 1937 a 2005 jmenoval ostrov Rastorgujeva (Расторгуева). Severně od zálivu leží Nordenskjöldovo souostroví. Asi 60 km západně od začátku ústí se nachází ostrov Tajmyr, který Nordenskjöldova souostroví odděluje Matisenův průliv.
Podnebí v pusté oblasti Tajmyrské zátoky je drsné, s dlouhými a krutými zimami a častými vánicemi a vichřicemi. Ústí samotné je zamrzlé po asi devět měsíců v roce a dokonce ani v létě nebývá volné od ledových ker. Ve zdejších vodách jsou obvyklými rybami siveni a síhové.

## Ostrovy
Nejdůležitějšími ostrovy v Tajmyrské zátoce jsou:
- Ostrov Čeljuskin je prvním ostrovem v ústí zálivu.
- Ostrov Bera nebo ostrov Baer je 3,5 km dlouhý. Leží uprostřed ústí zátoky, asi 13 km od Karského moře. Tento ostrov byl pojmenován po baltskoněmeckém vzdělanci Karlu Ernstu von Baer. Baer významným způsobem přispěl k průzkumu arktické meteorologie mezi lety 1830 a 1840.
- Nánosné ostrovy tvořeny čtyřmi malými ostrovy, největší z nich je 5 km dlouhý a 2 km široký. Leží při začátku ústí, napravo při rozšiřování zálivu.
- Ostrov Fomin je 11,5 km dlouhý a 3,7 km široký. Leží hluboko v ústí, rozděluje poslední část řeky Tajmyry do dvou větví. Tento ostrov byl pojmenován po ruském průzkumníkovi arktických oblastí Nikiforu Fominovi.

## Historie
Ve 40. letech 18. století, během Velké severní expedice, dosáhl Nikifor Fomin ostrovu Bera a postavil tam chýši za účelem přezimování.
Tajmyrská zátoka a ostrovy byly prozkoumány Alexanderem von Middendorffem během jeho expedice na Sibiř (1842–1845). Ostrov Bera byl nejsevernějším bodem, kterého dosáhl poté, co v srpnu 1843 prozkoumal řeku Tajmyru od jihu k jejímu ústí.
Baron Eduard von Toll prozkoumal během své poslední expedice, Ruské polární expedice v letech 1900–1903, ústí při Tajmyrské zátoce. Toll objevil balvan křemene na ostrově Bera, který již dříve prozkoumal Middendorff. Nalezl rovněž zbytky chýše Nikifora Fomina.
Dnes je Tajmyrská zátoka součástí Velké arktické státní přírodní rezervace, největší přírodní rezervace v Rusku.

## Správa
Tajmyrská zátoka včetně celého pobřeží a okolí patří Krasnojarskému kraji, části správního dělení Ruské federace.